# 도쿄 메트로 마루노우치선
도쿄 지하철 4호선 마루노우치 선(일본어: 東京地下鉄4号線 丸ノ内線 도쿄치카테쓰욘고센 마루노우치센[*])은 일본 도쿄도 스기나미구의 오기쿠보역과 도시마구의 이케부쿠로역, 스기나미 구의 호난초 역과 나카노구의 나카노사카우에 역을 잇는 도쿄 지하철 노선의 하나이며, 오기쿠보 ~ 이케부쿠로 간의 본선(本線)과 나카노사카우에 ~ 호난초 간의 분기선(分岐線)으로 구성된다. 정식 명칭은 본선이 4호선 마루노우치 선(일본어: 丸ノ内線), 분기선이 4호선 마루노우치 선 분기선(丸ノ内線分岐線)이며, 일반적으로는 이 둘을 합쳐서 도쿄메트로 마루노우치 선(일본어: 東京メトロ丸ノ内線 도쿄메토로마루노우치센[*])이나 지하철 마루노우치 선(일본어: 地下鉄丸ノ内線 지카테쓰 마루노우치센[*])으로 부른다. 노선 색은 ○ 빨간색이며, 노선 기호는 본선이 M, 분기선이 Mb이다.

## 역사
- 1954년 1월 20일: 이케부쿠로역 ~ 오차노미즈역이 개통
- 1956년 3월 20일: 오차노미즈역 ~ 아와지초 역이 개통
- 1956년 7월 20일: 아와지초 역 ~ 도쿄역이 개통
- 1957년 12월 15일: 도쿄역 ~ 니시긴자 역이 개통
- 1958년 10월 15일: 니시긴자 역 ~ 가스미가세키 역이 개통
- 1959년 3월 15일: 가스미가세키 역 ~ 신주쿠역이 개통
- 1961년 2월 8일: 신주쿠역 ~ 신나카노 역, 나카노사카우에 역 ~ 나카노후지미초 역이 개통
- 1961년 11월 1일: 신나카노 역 ~ 미나미아사가야 역이 개통
- 1962년 1월 23일: 미나미아사가야 역 ~ 오기쿠보역이 개통
- 1962년 3월 23일: 나카노후지미초 역 ~ 호난초 역이 개통, 모든 구간 개통
- 1964년 8월 29일: 니시긴자 역을 긴자 역으로 이름 변경함
- 1995년 3월 20일: 도쿄 지하철 사린 사건
- 1996년 12월 19일: 니시신주쿠 역 영업 개시
- 2004년 5월 8일: 지선 모든 역에 스크린도어를 설치
- 2004년 7월 31일: 지선 1인 승무 시작
- 2007년 : 모든 구간에 1인 승무 시작

- 2016년 11월: 호난초 지선의 노선 기호를 소문자 m에서 Mb로 변경[1]

## 운행 형태
도쿄 지하철에서 JR, 사철과 직통 운전하지 않는 셋 뿐인 노선 중 하나이다. 따라서 대부분의 열차가 오기쿠보 행, 이케부쿠로 행으로 운행한다.

## 차량
- 300형, 400형, 500형, 900형(퇴역)
- 02계(2018년 상반기에 02계를 대차할 신형 차량이 들어 왔다.)[3]
- 2000계(02계를 대체할 목격으로 도입되었다.)

## 역 목록

### 본선
| 역 번호 | 역명                         | 일어 역명               | 접속 노선 | 역간 거리 | 누적 거리 | 소재지   | 소재지     |
| ------- | ---------------------------- | ----------------------- | --- | --------- | --------- | -------- | ---------- |
| M-01    | 오기쿠보                     | 荻窪                    | JR 주오선 (쾌속) (JC 09) JR 주오·소부선 (JB 04) |           | 0.0       | 도 쿄 도 | 스기나미구 |
| M-02    | 미나미아사가야               | 南阿佐ケ谷              | | 1.5       | 1.5       | 도 쿄 도 | 스기나미구 |
| M-03    | 신코엔지                     | 新高円寺                | | 1.2       | 2.7       | 도 쿄 도 | 스기나미구 |
| M-04    | 히가시코엔지                 | 東高円寺                | | 0.9       | 3.6       | 도 쿄 도 | 스기나미구 |
| M-05    | 신나카노                     | 新中野                  | | 1.0       | 4.6       | 도 쿄 도 | 나카노구   |
| M-06    | 나카노사카우에               | 中野坂上                | 지선 (일부 직결 운행) 도에이 지하철 오에도 선 (E-30) | 1.1       | 5.7       | 도 쿄 도 | 나카노구   |
| M-07    | 니시신주쿠 (도쿄의대병원 앞) | 西新宿 (東京医大病院前) | | 1.1       | 6.8       | 도 쿄 도 | 신주쿠구   |
| M-08    | 신주쿠                       | 新宿                    | 도에이 지하철 신주쿠선 (S-01) 도에이 지하철 오에도선 JR 나리타 익스프레스 JR 사이쿄선 (JA 11) JR 쇼난 신주쿠 라인 (JS 20) JR 야마노테선 (JY 17) JR 주오선 (쾌속) (JC 05) JR 주오·소부선 (JB 10) 게이오 전철 게이오선 · 신선 (KO 01) 세이부 신주쿠선 (세이부 신주쿠역, SS 01) 오다큐 전철 오다큐 오다와라선 (OH 01) | 0.8       | 7.6       | 도 쿄 도 | 신주쿠구   |
| M-09    | 신주쿠 3초메 (이세탄 앞)     | 新宿三丁目 (伊勢丹前)   | 후쿠토신선 (F-13) 도에이 지하철 신주쿠선 (S-02) | 0.3       | 7.9       | 도 쿄 도 | 신주쿠구   |
| M-10    | 신주쿠교엔마에               | 新宿御苑前              | | 0.7       | 8.6       | 도 쿄 도 | 신주쿠구   |
| M-11    | 요쓰야 3초메                 | 四谷三丁目              | 0.9 | 9.5       |           | 도 쿄 도 | 신주쿠구   |
| M-12    | 요츠야                       | 四ツ谷                  | 난보쿠선 (N-08) JR 주오선 (쾌속) (JC 04) JR 주오·소부선 (JB 14) | 1.0       | 10.5      | 도 쿄 도 | 신주쿠구   |
| M-13    | 아카사카미쓰케               | 赤坂見附                | 긴자선 (G-05) 유라쿠초선 (나가타초역, Y-16) 한조몬선 (나가타초역, Z-04) 난보쿠선 (나가타초역, N-07) | 1.3       | 11.8      | 도 쿄 도 | 미나토구   |
| M-14    | 곳카이기지도마에             | 国会議事堂前            | 지요다선 (C-07) 긴자선 (다메이케산노역, G-06) 난보쿠선 (다메이케산노역, N-06) | 0.9       | 12.7      | 도 쿄 도 | 지요다구   |
| M-15    | 가스미가세키                 | 霞ケ関                  | 히비야선 (H-07) 지요다선 (C-08) | 0.7       | 13.4      | 도 쿄 도 | 지요다구   |
| M-16    | 긴자                         | 銀座                    | 긴자선 (G-09) 히비야선 (H-09) 유라쿠초선 (긴자 1초메역, Y-19) | 1.0       | 14.4      | 도 쿄 도 | 주오구     |
| M-17    | 도쿄                         | 東京                    | 도카이도 신칸센 도호쿠 신칸센 야마가타 신칸센 아키타 신칸센 조에츠 신칸센 호쿠리쿠 신칸센 JR 게이요선 (JE 01) JR 게이힌 도호쿠선 (JK 26) JR 나리타 익스프레스 JR 도카이도선 · JR 우에노 도쿄 라인 (JT 01) JR 소부선 (쾌속) · JR 요코스카선 (JO 19) JR 야마노테선 (JY 01) JR 주오선 (쾌속) (JC 01)                  | 1.1       | 15.5      | 도 쿄 도 | 지요다구   |
| M-18    | 오테마치 (산케이 앞)         | 大手町 (サンケイ前)     | 도자이선 (T-09) 지요다선 (C-11) 한조몬선 (Z-08) 도에이 지하철 미타 선 (I-09) | 0.6       | 16.1      | 도 쿄 도 | 지요다구   |
| M-19    | 아와지초                     | 淡路町                  | 지요다선 (신오차노미즈역, C-12) 도에이 지하철 신주쿠 선 (오가와마치역, S-07) | 0.9       | 17.0      | 도 쿄 도 | 지요다구   |
| M-20    | 오차노미즈                   | 御茶ノ水                | JR 주오선 (쾌속) (JC 03) JR 주오·소부선 (JB 18) | 0.8       | 17.8      | 도 쿄 도 | 분쿄구     |
| M-21    | 혼고 3초메                   | 本郷三丁目              | 도에이 지하철 오에도 선 (E-08) | 0.8       | 18.6      | 도 쿄 도 | 분쿄구     |
| M-22    | 고라쿠엔                     | 後楽園                  | 난보쿠선 (N-11) 도에이 지하철 미타 선 (가스가역, I-12) 도에이 지하철 오에도 선 (가스가역, E-07) | 0.8       | 19.4      | 도 쿄 도 | 분쿄구     |
| M-23    | 묘가다니                     | 茗荷谷                  | | 1.8       | 21.2      | 도 쿄 도 | 분쿄구     |
| M-24    | 신오쓰카                     | 新大塚                  | 1.2 | 22.4      |           | 도 쿄 도 | 분쿄구     |
| M-25    | 이케부쿠로                   | 池袋                    | 유라쿠초선 (Y-09) 후쿠토신선 (F-09) JR 나리타 익스프레스 JR 사이쿄선 (JA 12) JR 쇼난 신주쿠 라인 (JS 21) JR 야마노테선 (JY 13) 도부 철도 도조 본선 (TJ-01) 세이부 철도 이케부쿠로선 (SI 01) | 1.8       | 24.2      | 도 쿄 도 | 도시마구   |

### 지선
| 역 번호 | 역명           | 일어 역명    | 접속 노선                                            | 역간 거리 | 누적 거리 | 소재지   | 소재지     |
| ------- | -------------- | ------------ | ---------------------------------------------------- | --------- | --------- | -------- | ---------- |
| Mb-03   | 호난초         | 方南町       |                                                      |           | 0.0       | 도 쿄 도 | 스기나미구 |
| Mb-04   | 나카노후지미초 | 中野富士見町 | 1.3                                                  | 1.3       | 나카노구  | 도 쿄 도 |            |
| Mb-05   | 나카노신바시   | 中野新橋     | 0.6                                                  | 1.9       | 나카노구  | 도 쿄 도 |            |
| M-06    | 나카노사카우에 | 中野坂上     | 본선 (일부 직결 운행) 도에이 지하철 오에도 선 (E-30) | 1.3       | 나카노구  | 도 쿄 도 | 3.2        |